# Marcel Renault

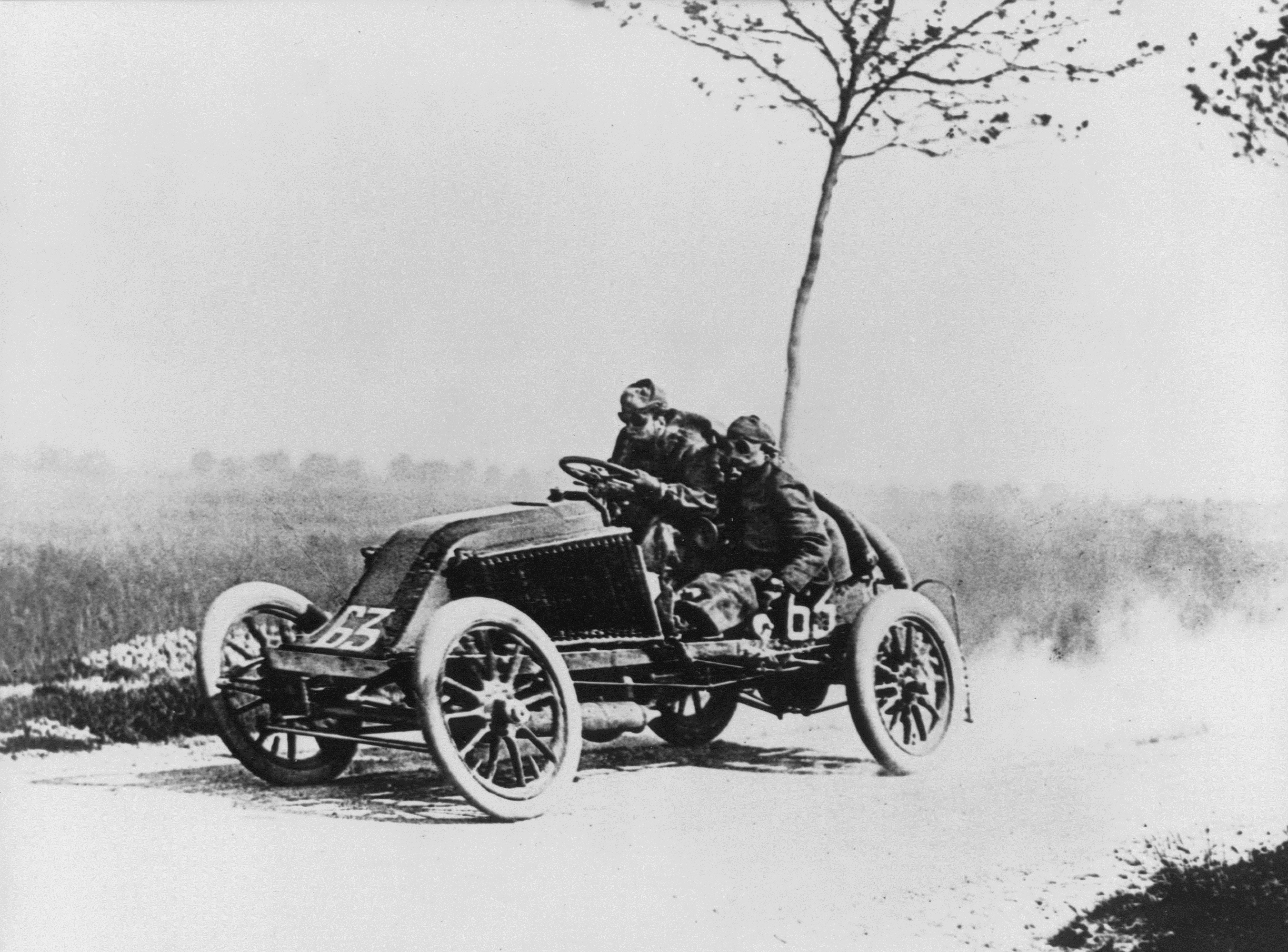
Marcel Renault tijdens de Parijs-Madrid-race, 1903, een uur voor de fatale crash

Marcel Renault (Parijs, 14 mei 1872 - Payré, 24 mei 1903) was een Frans autocoureur en medeoprichter van Renault. Samen met zijn broers Fernand en Louis Renault reed hij wedstrijden die door Renault waren ontworpen. Marcel was behoorlijk succesvol in deze van-stad-naar-stad-races, waarvan Parijs-Wenen in 1902 de bekendse is.
Op 25 mei 1903 overleed hij aan de verwondingen die hij opliep in de Parijs-Madrid-race. Langs de RN10 is een herdenkingsplaats in Nouvelle-Aquitaine, op de plaats waar Marcel Renault dit ongeluk had. Ook werd een standbeeld opgericht, dat in de Tweede Wereldoorlog werd verwoest.
Marcel Renault werd begraven op de Cimetière de Passy in Parijs.
- Bibliothèque nationale de France: cb17795424h (data)
- International Standard Name Identifier: 0000 0004 7472 7560
- Virtual International Authority File: 419155226738584490003